# Angiostatyk
Angiostatyk – środek hamujący angiogenezę.

## Angiostatyki w leczeniu chorób nowotworowych
Jedna ze strategii leczenia nowotworów polega na podawaniu angiostatyków, leków powodujących rozpad naczyń krwionośnych dostarczających tlen i pożywienie do guza. Nieodżywiany i pozbawiony dostępu tlenu guz obumiera.
Działanie angiostatyczne posiadają niektóre cytostatyki (np.: taksany, w tym paklitaksel) podawane w niskich dawkach, przy których nie ujawnia się jeszcze ich toksyczne działanie na komórki nowotworowe.

Przeczytaj ostrzeżenie dotyczące informacji medycznych i pokrewnych zamieszczonych w Wikipedii.